# Honkbal op de Olympische Zomerspelen 2000
Honkbal is een van de sporten die beoefend werden tijdens de Olympische Zomerspelen 2000 in Sydney. De sport werd alleen door mannen beoefend op de Olympische Spelen. De acht deelnemende landen streden eerst een halve competitie tegen elkaar, waarbij ieder land eenmaal tegen elk ander land speelt. De beste vier landen kwalificeerden zich voor de halve finales.

## Heren

### Groepsfase

#### Uitslagen
| datum        | tijd  | land             | score  | land             |
| ------------ | ----- | ---------------- | ------ | ---------------- |
| 17 september | 11:30 | Zuid-Afrika      | 0 - 16 | Cuba             |
| 17 september | 12:30 | Japan            | 2 - 4  | Verenigde Staten |
| 17 september | 18:30 | Zuid-Korea       | 10 - 2 | Italië           |
| 17 september | 19:30 | Nederland        | 6 - 4  | Australië        |
| 18 september | 11:30 | Italië           | 5 - 13 | Cuba             |
| 18 september | 12:30 | Australië        | 5 - 3  | Zuid-Korea       |
| 18 september | 18:30 | Zuid-Afrika      | 1 - 11 | Verenigde Staten |
| 18 september | 19:30 | Nederland        | 2 - 10 | Japan            |
| 19 september | 11:30 | Italië           | 13 - 0 | Zuid-Afrika      |
| 19 september | 12:30 | Japan            | 7 - 3  | Australië        |
| 19 september | 18:30 | Verenigde Staten | 6 - 2  | Nederland        |
| 19 september | 19:30 | Cuba             | 6 - 5  | Zuid-Korea       |
| 20 september | 11:30 | Japan            | 6 - 1  | Italië           |
| 20 september | 12:30 | Cuba             | 2 - 4  | Nederland        |
| 20 september | 18:30 | Australië        | 10 - 4 | Zuid-Afrika      |
| 20 september | 19:30 | Zuid-Korea       | 0 - 4  | Verenigde Staten |
| 22 september | 11:30 | Nederland        | 0 - 2  | Zuid-Korea       |
| 22 september | 12:30 | Australië        | 0 - 1  | Cuba             |
| 22 september | 18:30 | Japan            | 8 - 0  | Zuid-Afrika      |
| 22 september | 19:30 | Italië           | 2 - 4  | Verenigde Staten |
| 23 september | 11:30 | Zuid-Afrika      | 3 - 2  | Nederland        |
| 23 september | 12:30 | Zuid-Korea       | 7 - 6  | Japan            |
| 23 september | 18:30 | Italië           | 8 - 7  | Australië        |
| 23 september | 19:30 | Verenigde Staten | 1 - 6  | Cuba             |
| 24 september | 11:30 | Nederland        | 3 - 2  | Italië           |
| 24 september | 12:30 | Zuid-Afrika      | 3 - 13 | Zuid-Korea       |
| 24 september | 18:30 | Cuba             | 6 - 2  | Japan            |
| 24 september | 19:30 | Verenigde Staten | 12 - 1 | Australië        |

#### Eindstand
|   | land             | Gs: | W: | V: | RF: | RA: | Ptn: | Gb: |
| - | ---------------- | --- | -- | -- | --- | --- | ---- | --- |
| 1 | Cuba             | 7   | 6  | 1  | 49  | 17  | .857 | -   |
| 2 | Verenigde Staten | 7   | 6  | 1  | 49  | 13  | .857 | -   |
| 3 | Zuid-Korea       | 7   | 4  | 3  | 43  | 23  | .571 | 2   |
| 4 | Japan            | 7   | 4  | 3  | 42  | 22  | .571 | 2   |
| 5 | Nederland        | 7   | 3  | 4  | 17  | 29  | .429 | 3   |
| 6 | Australië        | 7   | 2  | 5  | 30  | 36  | .286 | 4   |
| 7 | Italië           | 7   | 2  | 5  | 33  | 43  | .286 | 4   |
| 8 | Zuid-Afrika      | 7   | 1  | 6  | 11  | 73  | .143 | 5   |

### Halve Finales
| datum        | tijd  | land       | score | land             |
| ------------ | ----- | ---------- | ----- | ---------------- |
| 26 september | 12:30 | Japan      | 0 - 3 | Cuba             |
| 26 september | 19:30 | Zuid-Korea | 2 - 3 | Verenigde Staten |

### Bronzen Finale
| datum        | tijd  | land  | score | land       |
| ------------ | ----- | ----- | ----- | ---------- |
| 27 september | 12:30 | Japan | 1 - 3 | Zuid-Korea |

### Finale
| datum        | tijd  | land             | score | land |
| ------------ | ----- | ---------------- | ----- | ---- |
| 27 september | 19:30 | Verenigde Staten | 4 - 0 | Cuba |

### Eindrangschikking
| rang   | land | sporter(s) |
| ------ | ---- | --- |
| Goud   | USA  | Brent Abernathy, Kurt Ainsworth, Pat Borders, Sean Burroughs, John Cotton, Travis Dawkins, Adam Beverett, Ryan Franklin, Chris George, Shane Heams, Marcus Jensen, Mike Kinkade, Rick Krivda, Doug Mientkiewicz, Mike Heilt, Roy Oswalt, Jon Rauch, Anthony Sanders, Bobby Seay, Ben Sheets, Brad Witkerson, Todd Williams, Ernie Young, Tim Yong          |
| Zilver | CUB  | Omar Ajete, Yovany Aragon, Migel Valdes, Danel Castro, José Ariel Contreras, Yobal Duenas, Yasser Gomez, José Ibar, Orestes Kindelan, Pedro Luis Lazo, Omar Linares, Oscar Macias, Juan Manrique, Javier Pestano, Gabriet Pierre, Maels Rodriguez, Antonio Scutt, Luis Utacia, Lazaro Vatte, Norge Luis Vera                                               |
| Brons  | KOR  | Chong Tae-Hyon, Chung Min-Tae, Hong Sung-Heon, Jang Sung-Ho, Jin Pit-Jung, Jung Soo-Keun, Kim Dong-Joo, Kim Han-Soo, Kim Ki-Tal, Kim Soo-Kyung, Kim Tae-Gyun, Koo Dae-Sung, Lee Byung-Kyu, Lee Seung-Ho, Lee Seung-Yuop, Lim Chang-Yong, Lim Sun-Dong, Park Jae-Hong, Park Jin-Man, Park Jong-Ho, Park Kyung-Oan, Park Seok-Jin, Son Min-Han, Song Jin-Wao |
| 4      | JPN  | |
| 5      | NED  | |
| 6      | AUS  | |
| 7      | ITA  | |
| 8      | RSA  | |

Stockholm 1912* · 
Berlijn 1936* · 
Helsinki 1952* · 
Melbourne 1956* · 
Tokio 1964* · 
Los Angeles 1984* · 
Seoel 1988* · 
Barcelona 1992 · 
Atlanta 1996 · 
Sydney 2000 · 
Athene 2004 · 
Peking 2008 · 
Tokio 2020 · 
Los Angeles 2028 
Medaillewinnaars
* Demonstratiesport
Atletiek · Badminton · Basketbal · Boksen · Boogschieten · Gewichtheffen · Gymnastiek · Handbal · Hockey · Honkbal · Judo · Kanovaren · Moderne vijfkamp · Paardensport · Roeien · Schermen · Schietsport · Schoonspringen · Softbal · Synchroonzwemmen · Taekwondo · Tafeltennis · Tennis · Triatlon · Voetbal · Volleybal · Waterpolo · Wielersport · Worstelen · Zeilen · Zwemmen